# Jiului
Jiului – stacja metra w Bukareszcie, na linii M4, w dzielnicy Pajura, w sektorze 1. Stacja została otwarta 1 lipca 2011, w ramach budowy II fazy linii M4.